# Yura
Yura, właśc. Kim Ah-young (Hangul: 김아영: ur. 6 listopada 1992 w Ulsan) – południowokoreańska piosenkarka i aktorka, członkini grupy Girl’s Day.

## Życiorys
Kim Ah-young urodziła się 6 listopada 1992 roku w Ulsan w Korei Południowej. Uczęszczała do szkoły podstawowej Songjung, gimnazjum Ulsanseo Girls, szkoły Ulsan High School of Arts, studiowała także na Uniwersytecie Dongduk Women’s.
W 2010 roku została przedstawiona jako „Yura”, nowy członek grupy Girl’s Day, gdzie wspólnie wraz z Hyeri zastąpiły dwie byłe członkinie, Jiin i Jisun, które opuściły grupę po dwóch miesiącach.
W 2012 roku Yura zadebiutowała w chińskim serialu Secret Angel. Następnie współpracowała z Jevice nad singlem „I'll Love You”. Yura pojawiła się także w serialu telewizji SBS To the Beautiful You.
W 2013 roku została obsadzona w sitcomie Reckless Family 3. Wystąpiła także w specjalnym odcinku nocnego programu KBS The Clinic for Married Couples: Love and War 2.
W 2014 roku zagrała w mini serialu Be Arrogant. Następnie stała się jedną z oficjalnych par w programie We Got Married, gdzie została połączona z modelem i aktorem Hong Jong-hyun.
Yura w 2015 roku została wybrana na prowadzącą program K-Pop Star 4.
W 2016 roku Yura została obsadzona jako jedna z nowych prowadzących Tasty Road z aktorką Kim Min-jung. W tym samym roku dołączyła do serialu internetowego Iron Lady oraz serialu telewizyjnego tvN After the Play Ends.
W 2017 roku została wybrana jako jedna z prowadzących KBS Drama Beauty Bible 2017, obok Han Hye-jin i Im Soo-hyang. Zagrała również w serialu JTBC Hip Hop Teacher.
W 2018 roku Yura zagrała w romansie stacji KBS2 Radio Romance oraz zastąpiła Sunny z Girls’ Generation w Talk-show Video Star.
W 2019 roku nie przedłużyła kontraktu z Dream T Entertainment. 20 marca owego roku media poinformowały, że jej nową agencją została Awesome Ent. Yura wystąpiła w programie telewizyjnym tvN Seoul Mate.

## Filmografia
- I Trusted Him (MBC, 2010) gościnnie
- The Secret Angel (Sohu TV, 2012)
- To the Beautiful You (SBS, 2012) jako Lee Eun-young	SBS
- Reckless Family 3 (MBC Every 1, 2013) jako Park Yoo-ra
- Family (KBS2, 2013) gościnnie, odc. 11
- The Clinic for Married Couples: Love and War 2 (KBS2, 2013) jako Yoo-jung
- Be Arrogant	 (SBS Plus, 2014) jako Hong Ha-ra
- Iron Lady (Serial internetowy tvN, 2016) jako Jenny
- After the Play Ends (tvN, 2016) jako Jenny
- Hip Hop Teacher (JTBC, 2017) jako Kim Yoo-bin
- Radio Romance (KBS2, 2018) jako Jin Tae-ri
- Forecasting love and weather (2022) jako Chae Yoo-jin